# Coupe de France féminine de handball 1985-1986
Navigation
1984-1985 1986-1987
La Coupe de France 1985-1986 est la 2e édition de la coupe de France féminine de handball.
Le Stade français Issy-les-Moulineaux, en battant en finale l'ES Besançon (13-11), a confirmé qu'il était bien le club féminin français de l'année après avoir remporté, quelques jours plus tôt, le titre de champion de France. 

## Modalités
Le modalités sont :
- les 30 clubs des championnats de division Nationale 1A et Nationale 1B participent obligatoirement à la Coupe de France ;
- à l'exclusion de la finale, les rencontres se jouent en matchs aller et retour ;
- 16 clubs de Nationale 1B participent au premier tour ;
- les 8 clubs qualifiés retrouvent au deuxième tour les 4 autres clubs de Nationale 1B ;
- les huitièmes de finale marquent l'entrée des 10 clubs de Nationale 1A qui retrouvent les 6 clubs de Nationale 1B qualifiés à l'issue du deuxième tour.

## Résultats
Les matchs et résultats jusqu'au stade des demi-finales sont inconnus.

### Finale
La finale, disputée à Vesoul (probablement dans la Maison des associations), a vu le Stade français Issy-les-Moulineaux s'imposer face à l'ES Besançon sur le score de 13-11 (7-6 à la mi-temps).
Feuille de match
- Stade français Issy-les-Moulineaux : Marthe Lagarrigue (3), Cuny (3), Mieszaniec (2), Piel (2), Boutinaud (1), Beuve (1), Rouleau (1).
- ES Besançon : Lafond (5), Marielle Demouge (3), Joëlle Demouge (1), Annick Demouge (1), Roques (1).

## Vainqueur
| Vainqueur de la Coupe de France 1985-1986 Stade français 1re victoire |